# PushVOD
PushVOD (Push Video on demand) - Truyền hình theo yêu cầu dạng mở rộng.
Với truyền hình theo yêu cầu dạng cơ bản (VOD), ngay sau khi lệnh của khách hàng được gửi đến nhà đài, chương trình được tải về luôn đầu thu của họ. Điều này dẫn đến một số giờ cao điểm lượng chương trình được tải về quá lớn dẫn đến băng thông đường truyền không đáp ứng được (nghẽn mạng).
Do vậy, người ta đã phát triển một dạng thức mở rộng gọi là PushVOD. Với PushVOD, chương trình sẽ được tải về trong khoảng thời gian nào đó (thường là 24h)sau khi nhận được lệnh từ khách hàng. Ví dụ, bạn đang đi chơi và nghe được thông báo trong ngày tới sẽ có bộ phim "Bỗng dưng muốn khóc" trên kênh VTV1. Bạn có thể nhắn tin đến nhà đài để yêu cầu tải bộ phim đó về đầu thu của bạn. Lệnh này sẽ được tổng đài lưu giữ nhưng không thực thi ngay tức thời mà sẽ được thực thi vào một thời điểm thích hợp sau đó. Thường là những lúc nửa đêm khi đường truyền rảnh rỗi. Như vậy, ngày hôm sau, khi bạn trở về nhà, đã có sẵn chương trình truyền hình được lưu trong đầu thu của bạn.